# Luiz Soyer
Luiz Alberto Soyer (Inhumas,23 de dezembro de 1940) é um agropecuarista e político que exerceu o mandato de deputado federal constituinte em 1988.

## Biografia
Filho de Fulgêncio Alves Soyer e Genesi Vieira Soyer, o fazendeiro Luís Alberto Soyer conseguiu o diploma de bacharel em direito na Universidade Federal de Goiás em 1966 e, quatro anos depois, fez sua estreia no campo político, elegendo-se deputado estadual pelo Movimento Democrático Brasileiro (MDB).
Pelo partido, assumiu o cargo de vice-líder na agremiação em 1971. Depois, virou presidente do diretório regional e líder de bancada, juntando-se posteriormente às comissões de Constituição e Justiça, além da de Redação.
Nas eleições seguintes, conseguiu novamente eleger-se como deputado estadual. Em 1978, entretanto, não obteve sucesso ao tentar o cargo de deputado federal. Com isso, distanciou-se da política.
O retorno direto deu-se em 1986. Luís Alberto Soyer concorreu ao cargo de deputado federal constituinte, acabou por ser eleito e deu início ao seu mandato em fevereiro do ano seguinte. Participou do processo de elaboração da Constituição brasileira de 1988.
Em 1990, pelo PMDB, tentou a reeleição ao cargo, mas não obteve sucesso. Entretanto, devido ao afastamento de Haley Margon, em março de 1991, Luís Soyer assumiu a função na condição de primeiro suplente. Em setembro do ano seguinte, após ter se ausentado temporariamente da Câmara por motivos de saúde, votou a favor do impeachment do então presidente Fernando Collor de Mello.
Depois do fim de seu mandato, Soyer deixou de disputar cargos de eleição e passou a atuar nos bastidores da política de Goiás. Com isso, foi duas vezes presidente do diretório estadual de seu partido, o PMDB. A volta às eleições aconteceu em 2006: apoiado pelo partido, lançou sua candidatura ao Senado, mas não foi eleito.

## Vida pessoal
De origem rural, Luís Alberto Soyer voltou à função de agropecuarista após o insucesso nas eleições de 2006, dedicando-se à produção de laranjas e criação de gado em Goianira, situada a 22 km da capital do estado, Goiânia. É adventista.
Soyer é casado com Darci Alves Brito, com quem teve três filhos.